# Покажи ми луната
„Покажи ми луната“ (на английски: Fly Me to the Moon) е американска романтична комедия от 2024 г. на режисьора Грег Берланти по сценарий на Роуз Гилрой. Във филма участват Скарлет Йохансон, Чанинг Тейтъм, Ник Дилънбърг, Ана Гарсия, Джим Раш, Ноа Робинс, Колин Удел, Крисчън Зубър, Доналд Елиз Уоткинс, Рей Романо и Уди Харелсън.
Премиерата на филма излиза по кината в Съединените щати и Канада от „Кълъмбия Пикчърс“ чрез „Сони Пикчърс Релийзинг“ на 12 юни 2024 г., преди да се излъчва в стрийминг услугата „Епъл ТВ+“.